# Tess Coady
Pour les articles homonymes, voir Coady (homonymie).
Tess Coady, née le 2 novembre 2000 à Fitzroy, est une snowboardeuse australienne.
Elle a remporté la médaille de bronze lors de l'épreuve de slopestyle aux Championnats du monde de snowboard 2021 à Aspen puis lors de l'épreuve de slopestyle des Jeux olympiques d'hiver de 2022 à Pékin.

## Palmarès

### Jeux olympiques
- Médaille de bronze en slopestyle aux Jeux olympiques d'hiver de 2022 à Pékin

### Championnats du monde
- Championnats du monde 2021
  -  Médaille de bronze en slopestyle.
- Championnats du monde 2023 :
  -  Médaille de bronze en big air.

### Coupe du monde
- 3e du classement slopestyle en 2021.
- 7 podiums dont 2 victoires.